# Zygmunt Smalcerz
Zygmunt Antoni Smalcerz (* 8. června 1941, Bestwinka) je bývalý polský reprezentant ve vzpírání, soutěžící ve váhové kategorii do 52 kg. Měl přezdívku Guliwer. Absolvoval Univerzitu tělesné kultury ve Varšavě, od roku 1968 byl vojákem z povolání a členem klubu Legia Varšava. Původně se věnoval gymnastice, ke vzpírání ho přivedl trenér Augustyn Dziedzic.
Zvítězil na mistrovství světa ve vzpírání 1971 a na Letních olympijských hrách 1972, byl třetí na mistrovství světa ve vzpírání 1973, čtvrtý na mistrovství světa ve vzpírání 1974 a první na mistrovství světa ve vzpírání 1975. V roce 1975 vyhrál anketu deníku Przegląd Sportowy o polského sportovce roku. Na Letních olympijských hrách 1976 soutěž nedokončil vinou zranění a na mistrovství světa ve vzpírání 1977 skončil šestý. Šestkrát byl vzpěračským mistrem Polska a vytvořil 21 národních rekordů.
Po ukončení kariéry byl funkcionářem Polského olympijského výboru a trenérem. Vedl polskou vzpěračskou reprezentaci, působil také v USA, Thajsku a Norsku.
Je komturem Řádu znovuzrozeného Polska a byl uveden do Síně slávy světového vzpírání.